# Gijs van Aardenne

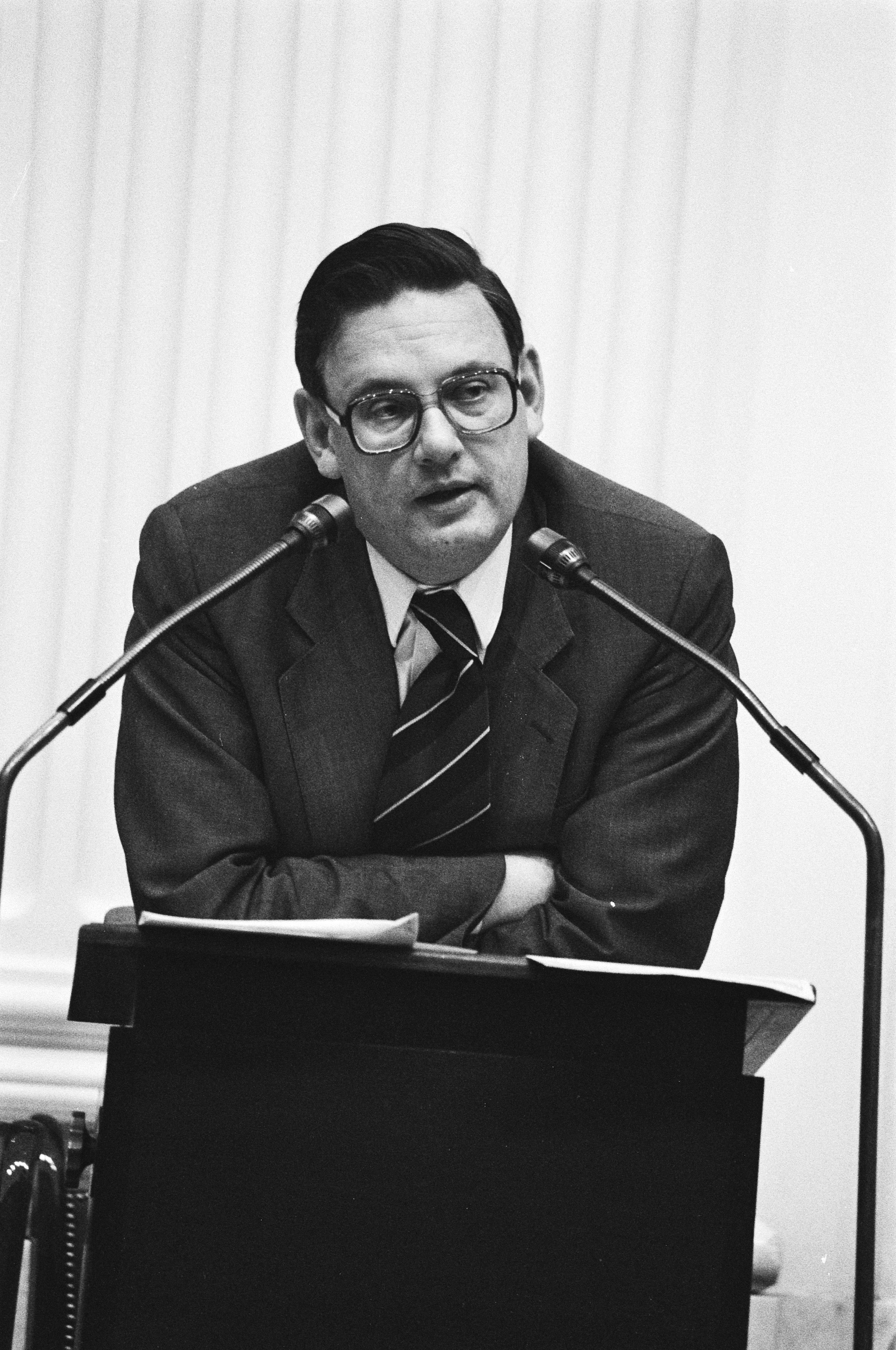
Gijs van Aardenne (1978)

Gijsbert „Gijs“ Michiel Vredenrijk van Aardenne (* 18. März 1930 in Rotterdam; † 10. August 1995 in Dordrecht, Provinz Südholland) war ein niederländischer Wirtschaftsmanager und Politiker der Volkspartij voor Vrijheid en Democratie (VVD), der sowohl Mitglied der Zweiten Kammer als auch der Ersten Kammer der Generalstaaten war und zwischen 1977 und 1981 im ersten Kabinett von Ministerpräsident Dries van Agt sowie erneut von 1982 bis 1986 im ersten Kabinett von Ministerpräsident Ruud Lubbers das Amt des Wirtschaftsministers bekleidete. Daneben war er 1980 zeitweilig Finanzminister sowie von 1982 bis 1986 auch Vize-Ministerpräsident.
Als sogenannter Informateur war van Aardenne 1994 maßgeblich an dem Zustandekommen des ersten Kabinetts von Wim Kok beteiligt.

## Leben

### Wirtschaftsmanager, Kommunalpolitiker und Mitglied der Zweiten Kammer
Van Aardenne, Sohn eines Chirurgen und der Mathematikerin Tatjana van Aardenne-Ehrenfest, begann nach dem Besuch der Grundschule sowie des öffentlichen Erasmiaansch Gymnasium in Rotterdam 1947 ein Studium der Mathematik und Naturwissenschaften an der Reichsuniversität Leiden, das er am 6. Juli 1955 mit dem Staatsexamen abschloss. Nach Abschluss des Militärdienstes als Leutnant der Reserve begann er am 1. September 1957 seine berufliche Laufbahn als Mitarbeiter bei der N.V. Koninklijke Fabrieken Penn Bauduin, einer in Dordrecht ansässigen Eisen- und Stahlfabrik. Nachdem er zwischen dem 1. Juli 1960 und dem 1. Januar 1968 stellvertretender Direktor war, fungierte er zwischen dem 1. Januar 1968 und dem 1. Januar 1971 als Direktor von N.V. Koninklijke Fabrieken Penn Bauduin.
Neben seiner beruflichen Tätigkeit begann van Aardenne Mitte der 1960er Jahre auch sein politisches Engagement für die Volkspartij voor Vrijheid en Democratie (VVD), der er 1958 beigetreten war, und gehörte dem Vorstand der VVD Dordrecht an. Zunächst war er zwischen dem 17. März 1964 und dem 19. Dezember 1977 Mitglied des Gemeinderates von Dordrecht und während dieser Zeit vom 2. Juli 1970 bis 30. Mai 1972 Beigeordneter (Wethouder) für Volksgesundheit, Freizeit und Sport von Dordrecht. Anschließend war er zwischen Mai 1972 und Dezember 1977 Vorsitzender der VVD-Fraktion im Gemeinderat von Dordrecht. Ferner war er u. a. Vorsitzender des Verwaltungsrats des Dordrechter Gemeindekrankenhauses sowie des Fremdenverkehrsvereins Dordrecht, Mitglied des Rats für Krankenanstalten und Aufsichtsratsmitglied der Bondsspaarbank in Breda.
Am 18. Februar 1971 wurde er erstmals Mitglied der Zweiten Kammer der Generalstaaten und vertrat dort zunächst bis zum 10. Mai 1971 die Interessen der VVD. Am 3. August 1971 wurde van Aardenne für die VVD abermals Mitglied der Zweiten Kammer der Generalstaaten und gehörte diese nunmehr bis zum 19. Dezember 1977 an.

### Minister und Vize-Ministerpräsident
Van Aardenne wurde am 19. Dezember 1977 von Ministerpräsident Dries van Agt als Wirtschaftsminister (Minister van Economische Zaken) in dessen erstes Kabinett berufen und gehörte diesem bis zum 11. September 1981 an. Nach dem Rücktritt von Frans Andriessen bekleidete er zugleich zwischen dem 22. Februar 1980 und seiner Ablösung durch Fons van der Stee am 6. März 1980 auch kommissarisch das Amt des Finanzministers (Minister van Financiën ad Interim).
Am 27. August 1981 wurde er für die VVD abermals zum Mitglied der Zweiten Kammer der Generalstaaten gewählt, der er bis zum 4. November 1982 angehörte. Für seine langjährigen Verdienste wurde ihm am 26. Oktober 1981 das Ritterkreuz des Orden vom Niederländischen Löwen verliehen.
Bei den Wahlen vom 8. September 1982 verlor die christdemokratische Partei (Christen-Democratisch Appèl, CDA) leicht, während die VVD der Wahlgewinner war und sich nun mit den von Ruud Lubbers angeführten Christdemokraten zu einer Mitte-Rechts-Regierung zusammenschloss. Ruud Lubbers wurde Ministerpräsident und ernannte van Aardenne am 4. November 1982 zum Vize-Ministerpräsidenten (Viceminister-President) und Wirtschaftsminister in seinem ersten Kabinett. Starker Kritik sah sich van Aardenne 1984 ausgesetzt, als er eingestehen musste, dass er 1980 im Parlament irreführende Aussagen über seine Subventionszusagen an den später aufgelösten Schiffs- und Maschinenbaukonzern RSV getätigt hatte. Jedoch habe er dabei nur beabsichtigt, den Staat vor Schaden zu bewahren. Der Konkurs von RVE kostete die Niederlande 3 Milliarden Gulden an Subventionen. Dennoch überstand van Ardenne einen Misstrauensantrag, den die sozialdemokratische Partei gegen ihn eingebracht hatte und bekleidete die Ämter des Vize-Ministerpräsidenten und Wirtschaftsministers  bis zum 14. Juli 1986. Nach seinem Ausscheiden aus der Regierung wurde er am 26. August 1986 auch zum Kommandeur des Orden von Oranien-Nassau ernannt.
Nachdem er seit dem 14. Juli 1986 keine politischen Ämter mehr bekleidet hatte, war van Aardenne zwischen 1993 und 1994 Vorsitzender der Parteikommission zur Aufstellung der Kandidaten der VVD für die Parlamentswahlen 1994. Nach der Wahl 1994 war er als sogenannter Informateur maßgeblich an dem Zustandekommen des ersten Kabinetts von Wim Kok beteiligt.
Zuletzt wurde er selbst am 13. Juni 1995 Mitglied der Ersten Kammer der Generalstaaten und gehörte dem Oberhaus der Generalstaaten bis zu seinem Tod knapp zwei Monate später am 10. August 1995 an.
Aus seiner am 22. September 1956 in Leiden geschlossenen Ehe mit Marijke Hillegonde Eerligh gingen zwei Söhne und zwei Töchter hervor.